# Magam
Magam é uma cidade no distrito de Badgam, no estado indiano de Jammu e Caxemira.

## Geografia
Magam está localizada a 34° 05′ N, 74° 35′ L. Tem uma altitude média de 1569 metros (5147 pés).

## Demografia
Segundo o censo de 2001, Magam tinha uma população de 4306 habitantes. Os indivíduos do sexo masculino constituem 50% da população e os do sexo feminino 50%. Magam tem uma taxa de literacia de 42%, inferior à média nacional de 59,5%: a literacia no sexo masculino é de 54% e no sexo feminino é de 29%. Em Magam, 19% da população está abaixo dos 6 anos de idade.